# Brasão de armas da Ossétia do Sul
Há actualmente duas entidades que afirmam ser o governo da Ossétia do Sul, a separatista República da Ossétia do Sul (ROS) e a pró-Geórgia Administração Provisória da Ossétia do Sul.

## República da Ossétia do Sul

Brasão de armas da República Sul-Osseta

O brasão de armas usado pelo Governo da República da Ossétia do Sul, adoptado em 1998, é baseado no brasão de armas da Ossétia do Norte-Alânia desenhado pelo cientista georgiano Príncipe Vacusti Bagrationi em 1735. Foi adicionado à volta do selo uma borda contendo a inscrição em russo - República da Ossétia do Sul, "Республика Южная Осетия" acima do selo, e em cirílico osseto - "Республикӕ Хуссар Ирыстон" abaixo do selo. As cores da bandeira da Ossétia do Sul, branco, vermelho e amarelo, são usadas em pequenos círculos de cada lado e são similares ao círculo do emblema de estado.

## Entidade Administrativa Provisória da Ossétia do Sul
O brasão de armas da Entidade Administrativa Provisória da Ossétia do Sul é semelhante ao brasão da Ossétia do Norte; um disco vermelho com um leopardo das neves amarelo com manchas pretas sobre um terreno amarelo e com sete montanhas brancas em segundo plano. As montanhas do brasão simbolizam as paisagens ossetas, enquanto que o leopardo é um icónico (mas seriamente ameaçado) habitante das montanhas do Cáucaso.